# هارولد بيرسون (لاعب كرة قدم)
هارولد بيرسون (بالإنجليزية: Harold Pearson)‏ (7 مايو 1908 في المملكة المتحدة - 2 نوفمبر 1994 في المملكة المتحدة) هو لاعب كرة قدم بريطاني (وحمل سابقاً جنسية المملكة المتحدة لبريطانيا العظمى وأيرلندا) في مركز حراسة المرمى. شارك مع منتخب إنجلترا لكرة القدم. أما مع النوادي، فقد لعب مع نادي ميلوول ووست بروميتش ألبيون ووست هام يونايتد.

## وصلات خارجية
- هارولد بيرسون على موقع قاعدة بيانات كرة القدم.إي يو (الإنجليزية)
- هارولد بيرسون على موقع ناشيونال فوتبول تيمز (الإنجليزية)